# Joe Mendes
Joe Mendes (Estocolmo, 31 de diciembre de 2002) es un futbolista sueco que juega en la demarcación de defensa para el Samsunspor de la Superliga de Turquía.

## Selección nacional
Tras jugar en las categorías inferiores de la selección, finalmente hizo su debut con la selección de fútbol de Suecia en un partido amistoso contra Islandia que finalizó con un resultado de 2-1 a favor del combinado sueco tras el gol de Sveinn Aron Guðjohnsen para Islandia, y de Elias Andersson y Jacob Ondrejka para Suecia.

## Clubes
| Club                   | País     | Año       | Partidos | Goles |
| ---------------------- | -------- | --------- | -------- | ----- |
| Hammarby Talang FF     | Suecia   | 2017      | 26       | 4     |
| Hammarby IF            | Suecia   | 2018      | 2        | 0     |
| AIK Fotboll            | Suecia   | 2022-2023 | 35       | 1     |
| S. C. Braga            | Portugal | 2023-2024 | 41       | 1     |
| F. C. Basilea (cedido) | Suiza    | 2024-2025 | 33       | 1     |
| Samsunspor             | Turquía  | 2025-     |          |       |

## Palmarés

### Títulos nacionales
| Título                      | Club          | País     | Año  |
| --------------------------- | ------------- | -------- | ---- |
| Copa de la Liga de Portugal | S. C. Braga   | Portugal | 2024 |
| Superliga de Suiza          | F. C. Basilea | Suiza    | 2025 |
| Copa de Suiza               | F. C. Basilea | Suiza    | 2025 |